# Kakuda
Kakuda (japanska: 角田市?, Kakuda-shi) är en stad i Miyagi prefektur i Japan. Staden fick stadsrättigheter 1958.